# 根津清太郎
根津 清太郎（ねづ せいたろう、1900年 - 1956年）は、日本の綿布問屋・貿易商・新版画の版元。昭和時代の大阪で活動した。

## 略歴
1900年に大阪市東区本町三丁目で綿布問屋、貿易商を営む「根津商店」の一人息子として生まれた。父は根津清(きよ)。養子であった父は離縁により家を離れており、母も早くに死去していたため、天王寺商業高校を卒業した後に家業を継いでいる。当時は靱公園の大半を所有する程の豪商であり、複数の別荘の他、東大阪市善根町の稲荷山に遊園地も所有していた。
1923年に森田松子と結婚し、一男(清治)一女(恵美子)をもうけている。1925年、版元として北野恒富の新版画「鷺娘」を出版している。しかし、宗右衛門町などで遊び尽くした上、元々、商才がなく、経営が拙かったり、また、十五銀行が破綻するなどして、1932年には「根津商店」が倒産し、1934年に松子と離婚、北海道小樽で造船業で働くが、失敗して食い詰めた末、地所の多くを二代目伊藤忠兵衛に売却した。
戦後になって東京へ出ており、1954年、日劇ミュージックホールの丸尾長顕を頼って雇ってもらいヌードダンサーの下働きなどをしていた。それを見かねた小林富佐雄(小林一三の長男)からの紹介で日比谷の宝塚歌劇団東京宿舎の住込み舎監として働き、再婚した妻と暮らすが、程なくして脳溢血により死去した。享年56。

## 作品
- 北野恒富 「鷺娘」 ※木版画、1925年、彫師・山名良光、摺師・松野活水 千葉市美術館所蔵
- 北野恒富 「舞妓」 ※木版画、1925年頃、彫師・山名良光、摺師・松野活水 千葉市美術館所蔵